# Marobela
Marobela est une ville du Botswana.

## Personnalités liées à la ville
- Nijel Amos (1994-), athlète botswanais.